# Richmond Olympic Oval
A Richmond Olympic Oval egy többfunkciós sport- és rendezvényközpont a kanadai Richmond városában. A létesítményben rendezik majd a 2010-es téli olimpia gyorskorcsolya versenyeit. A csarnok építése 2006. november 17-én vette kezdetét. A jégpálya hivatalosan 2008. december 12-én nyílt meg.
A csarnok közvetlenül a Fraser folyam partján épült. Az épületet a levegőből szemlélő egy gém kiterjesztett szárnyát láthatja, a tervezők ezzel akartak tisztelegni a környéken élő salish indiánok előtt, akiknek ez az állat volt a jelképe. A csarnok területe 33 000 m², a jégpályák hossza 400 méter. Az építmény egyik különlegessége a tető, amely a legnagyobb fából épült födém egész Észak-Amerikában. A versenyek alatt 8000 érdeklődő foglalhat majd helyet az épületben. A Richmond Olympic Ovalban összesen 12 olimpiai aranyérem sorsa dől majd el.
A létesítmény főépítésze Bob Johnston, aki a calgary-i és a Salt Lake City-i téli olimpiák gyorskorcsolya-pályáit is tervezte. Az olimpia után a csarnokot többfunkciós sportközponttá alakítják. Területén két jégpályát, futópályát és edzőtermeket alakítanak ki. Az építkezés összköltsége 178 millió kanadai dollár.

## Fordítás
Ez a szócikk részben vagy egészben a Richmond Olympic Oval című angol Wikipédia-szócikk ezen változatának fordításán alapul.  Az eredeti cikk szerkesztőit annak laptörténete sorolja fel. Ez a jelzés csupán a megfogalmazás eredetét és a szerzői jogokat jelzi, nem szolgál a cikkben szereplő információk forrásmegjelöléseként.